# Vitis biformis
Vitis biformis är en vinväxtart som beskrevs av Joseph Nelson Rose. Vitis biformis ingår i släktet vinsläktet, och familjen vinväxter. Inga underarter finns listade i Catalogue of Life.